# 웨어스 찰리?
웨어스 찰리?(Where's Charley?)는 영국에서 제작된 데이빗 버틀러 감독의 1952년 영화이다. 레이 볼거 등이 주연으로 출연하였고 사이 푸어 등이 제작에 참여하였다.

## 출연

### 주연
- 레이 볼거
- 알린 앤 맥레리

### 조연
- 하워드 마리온 크로포드
- 헨리 휴잇
- 마틴 밀러

## 제작진
- 원작자: 브랜던 토머스
- 원작자: 조지 애봇
- 의상: 데이빗 폴크스
- 세트: 데이빗 폴크스